# Andrei Istrățescu
Andrei Istrățescu est un joueur d'échecs roumain né le 3 décembre 1975 en Roumanie. Champion d'Europe des moins de seize ans et champion de Roumanie en 1992 et 2017, il est grand maître international depuis 1993. 
Istrățescu a représenté la Roumanie lors de six olympiades d'échecs. De 2011 à janvier 2017, il était affilié à la fédération française et a représenté la France lors du championnat d'Europe d'échecs des nations de 2011. Depuis février 2017, il est à nouveau affilié à la fédération roumaine.
Au 1er juin 2017, Istrățescu est le quatrième joueur roumain avec un classement Elo de 2 593 points.

## Palmarès
Istrățescu a remporté les tournois de Bucarest 1994 (mémorial Ciocâltea), 2000 et 2001 (tournoi de printemps), Belgrade 1994, Hania 2000, l'open Rohde de Sautron en 2001 et 2003, le tournoi de Wijk aan Zee 2002 (tournoi C), l'open de Plancoët en 2004, le tournoi de Nancy 2005 et le tournoi d'échecs d'Hastings 2009-2010.

## Championnats du monde et coupes du monde
Andrei Istrățescu a participé au championnat du monde de la Fédération internationale des échecs 1997-1998 et fut éliminé au premier tour par Aleksandr Tchernine.
Lors de la coupe du monde d'échecs 2005, il fut éliminé au deuxième tour par Aleksandr Grichtchouk. Lors de la coupe du monde d'échecs 2013, il perdit au premier tour face à Igor Lyssy.

## Une partie
Igor Miladinović - Andrei Istrățescu, Kastoria, 1996
1. d4 g6 2. e4 Fg7 3. Cc3 d6 4. Fe3 a6 5. Dd2 b5 6. f3 Cd7 7. Cge2 Fb7 8. g4 h5 9. gxh5 Txh5 10. Cg3 Th8 11. a4 c6 12. h4 Cgf6 13. Cd1 Dc7 14. Cf2 e5 15. c3 d5 16. Ce2 Td8 17. axb5 cxb5 18. Fg2 Rf8 19. Fg5 Te8 20. 0-0 Ch7 21. f4 Cxg5 22. hxg5 dxe4 23. fxe5 Cxe5 24. dxe5 Fxe5 25. Cg4 Fh2+ 26. Rf2 e3+ 27. Cxe3 Ff4 28. Cxf4 Dxf4+ 29. Re2 Dg4+ 30. Rf2 Dh4+ 31. Rg1 Dh2+ 32. Rf2 Th4 33. Th1 Df4+ 34. Re2 Fxg2 35. Txh4 Dxh4 36. Dd4 Dh2 37. Te1 Fd5+ 38. Rd1 Fb3+ 39. Rc1 Txe3 40. Dd8+ Rg7 0-1.